# 標準電波

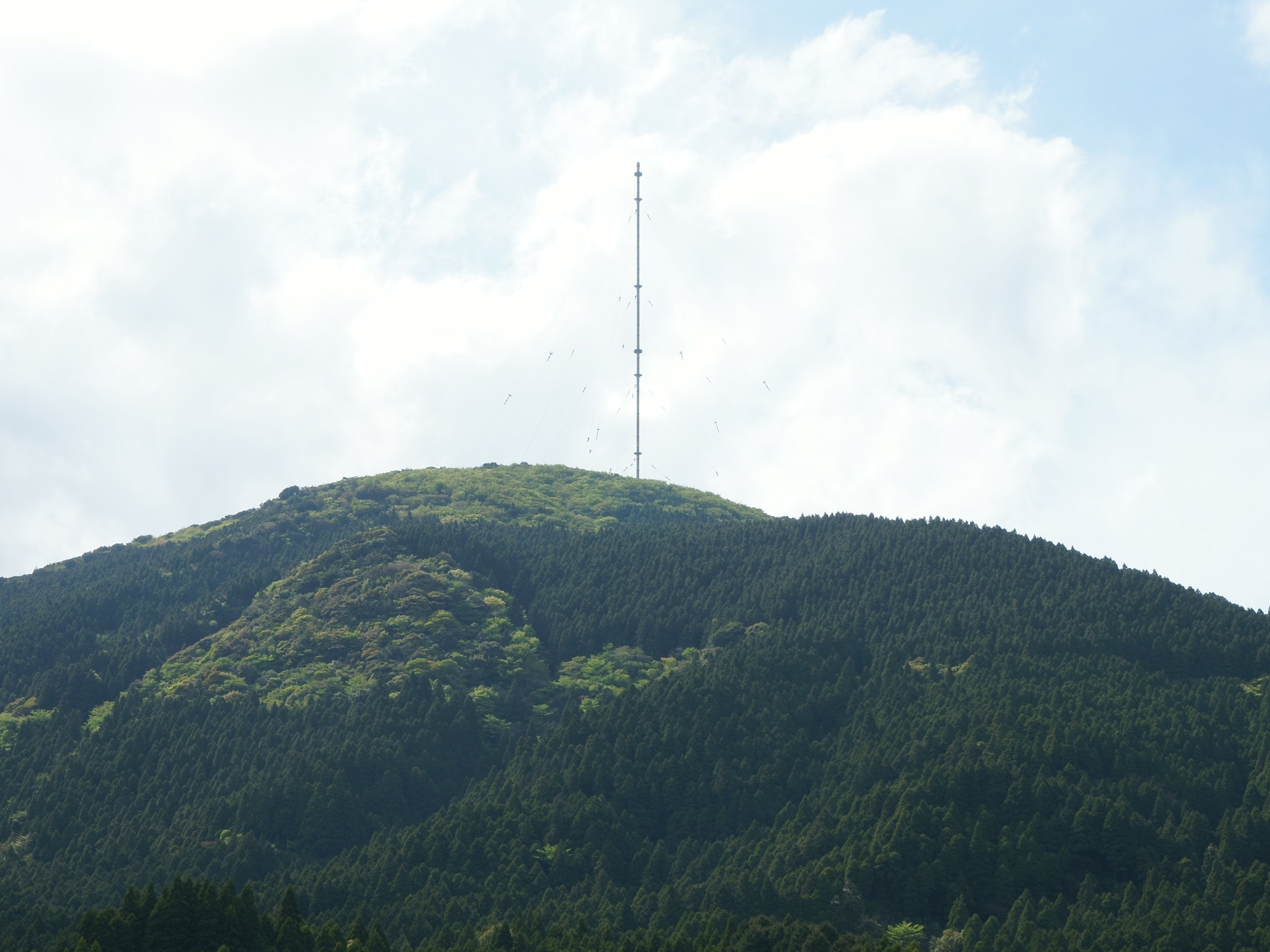
はがね山標準電波送信所

標準電波、標準周波数報時電波（ひょうじゅんでんぱ、ひょうじゅんしゅうはすうほうじでんぱ）とは標準時と周波数（場合により標準時や協定世界時も含む）の国家標準または国際標準として政府機関等が送信している電波のことである。

## 概要
標準電波は原子時計を使い、正確な周波数と時刻（位相も合わせた正確な変調）の情報を送信している。
従前の無線機器は精度の低い自励発振器を用いており、時計は機械式であった。高級な無線機器や時計は水晶発振子を用いていたがそれでも誤差があるため、受信者が無線機の周波数や時計の時刻を補正に用いた。
かつては2.5 - 10 MHzの短波で送信されていたが、現在は10 - 200 kHzの長波を用いる局が多い。長波は地表に沿って伝わるので電離層伝搬による短波よりは受信状況が安定しており、時刻の精度も高くなる。また海面下数十メートルの潜水艦にも届く。

## 日本
標準電波を送信する無線局の種別は、電波法施行規則第4条第1項第28号により標準周波数局とされる。
情報通信研究機構がJJYのコールサインで、1999年（平成11年）から福島県田村市より、2001年（平成13年）から佐賀市より長波で送信している。日本から送信された標準電波は、国外においては少なくとも朝鮮半島までであれば受信でき、大気や電離層の状態が良ければグアムまで届く場合もある。
1927年（昭和2年）に逓信省が周波数標準器の設置に着手、正式に標準電波の発射が開始されたのは1940年（昭和15年）のことで短波を使用していた。
以後、短波は周波数や送信所の変遷を重ねたが、2001年（平成13年）に終了した。

## 諸外国
- WWV（アメリカ・コロラド州フォート・コリンズ）
- WWVB（同上、長波局）
- WWVH（アメリカ・ハワイ州カウアイ島）
  - 上記はいずれも国立標準技術研究所（National Institute of Standard and Technology）
- BPM（中国・陝西省 中国科学院国家授時中心）
- BPC（英語版、中国語版）（中国・河南省商丘市 ）
- BPL（英語版、中国語版）（中国・中国科学院国家授時中心の長波局）
- BSF（英語版、中国語版）（台湾・標準時周波数研究所 2004年7月1日運用終了）
- HLA（英語版）（韓国・標準科学研究所）
- RTZ（英語版）（ロシア・イルクーツク All-Russian Scientific Research Institute for Physical-Engineering and Radiotechnical Metrology、物理工学及び放射線技術計測のための全ロシア科学研究所）
- RWM（ロシア・モスクワ）
- VNG（オーストラリア 2002年末運用終了）
- ATA（インド・ニューデリー 受信不能 閉局か）
- CHU（カナダ National Research Council:Institute for National Measurement Standards、国立研究会議標準規格局）
- IAM（イタリア 通信省）
- GMA（チェコ 1990年6月3日運用終了）
- DCF77（ドイツ・マインフリンゲン 民間企業のT-Systems Media&Broadcast）
- ULA4（ウズベキスタン 受信不能 閉局か）
- EBC（スペイン）
- LOL（アルゼンチン Servicio de Hidrografía Naval、海軍海図局）
- YVTO（ベネズエラ 海軍）
- PPE（ブラジル Observatório Nacional、ブラジル国立天文台）
- MSF（イギリス・カンブリア 王立物理学研究所 運営者はVTコミュニケーションズ）